# 洪國華
洪國華（1955年—2020年3月2日），香港女藝人。粵劇名伶新馬師曾的第四任妻子洪金梅的妹妹，因是新馬師曾的小姨，又在家中排行十一，亦有「十一姨」的稱呼。前夫為霍英東繼子霍文芳。曾為麗的電視的藝人，在麗的電視訓練班時與萬梓良、馬敏兒等同期，曾參演多部電視劇，包括《大家姐與大狂魔》、《鱷魚淚》，不過大多飾演風塵女子角色，亦曾主持成人節目《貓頭鷹時間》。洪國華早年就讀位於九龍城的中西英文書院。

## 家庭
- 姐、姐夫：洪金梅、新馬師曾
  - 姨甥/姨甥女：鄧兆尊、鄧小艾、鄧兆榮、鄧碧玉
- 兄：洪家泉、洪泉
- 前夫：霍文芳
  - 兒子：霍子銘[2]

## 演藝生活
洪國華於麗的藝訓班出身，初期形象較為冷酷、對同學亦不瞅不睬。好友周麗娟曾爆料說當時的她喜歡扮大人，平時經常穿套裝、高跟鞋，冬天更會穿皮草，一副冷酷形象，生人勿近的樣子！洪國華亦坦承由於姐姐們有穿皮草、套裝的習慣，耳濡目染下就跟從這樣的打扮，但原來這樣的形象會嚇怕同學。
在1977年的中秋月圓夜，洪國華與好友娟妹（周麗娟）義結金蘭，即使分隔香港美國兩地，至今依然非常友好。洪國華表示自己一生人只做過一次伴娘，就是為周麗娟而做。
一般而言，觀眾都認同她娟好的相貌，但略嫌風塵味較重，因此大多飾演風塵女子角色，這可能是因為她的姐姐都是舞女出身的緣故。

## 感情生活
拍拖六年後，於1985年12月21日和霍英東養子霍文芳結婚﹐曾經有傳當年霍文芳力追洪國華，更惹來長輩們的批評。後來於1986年誕下兒子霍子銘。由於霍文芳是養子，即使結婚後同住霍家大宅﹐兩人所住面積只有千多方呎﹐由原是霍家大宅工人所住部分改裝而成﹐不獲准佔用主宅所在部分。後因霍文芳1991年底涉嫌非法販賣軍火在美國被捕，洪國華提出離婚獲得霍英東支持。九七年一月由十一姨提出離婚申請後，二月霍文芳即爭奪兒子霍子銘的撫養權。更因兒子撫養權及贍養費問題鬧上法庭，要驚動霍英東親自出庭作證。
後來洪國華與一名陳姓女友同居於跑馬地比雅道四號寓所數年，後來戀上較她年輕十七載的釣魚郎「雄仔」後搬離跑馬地寓所，而由兄長洪泉陪同返回比雅道前居所執拾物件期間，與陳姓前女友發生爭執，後來陳報警稱被人襲擊，警方其後拘捕涉嫌打人的「九舅父」洪泉，問話後准他以五百元現金保釋外出，洪國華案發後亦往警署落口供。
當時洪國華偕兒子與「雄仔」在元朗圍村隱居，過很平淡的生活，但他倆又因經常發生爭執而分手收場。

## 鄧氏爭產
新馬師曾於1996年與妻子祥嫂錄影無線電視慈善節目《歡樂滿東華》的捐款呼籲錄影之後爆發的。當日，祥嫂的弟妹（九舅父洪泉、十一姨洪國華）連同鄧小艾及鄧兆榮在永祥大廈內向八舅父（洪家泉）追討60萬欠款，帶同八舅父欠債證明文件，去到位於永祥大廈二樓永祥唱片有限公司寫字樓，向八舅父追債。從呼籲錄影之後立即起的爭取，直至在永祥大廈內漸漸鬧大的爭執，被香港傳媒全程錄影：九舅父到門口，立即「起飛腳」踢門，猛鬧八舅父「借錢唔還、以佢為恥」，激動時更掟電話及玻璃杯，結果手被玻璃碎片傷到，血花四濺。自此，據傳媒報導，鄧家為財產分配問題分為兩派，一派以祥嫂洪金梅為主，一派以祥嫂的四個兒女（包括祥嫂的弟妹）為主。
另外，白韻琴於新城電台主持電台節目《盡訴心中情》，亦因為在節目中出言支持「祥嫂」洪金梅，指「慈善伶王」新馬師曾（鄧永祥）「浪得虛名」，亦指責新馬師曾的兒女無孝道，因而與另一主持人雷宇揚在電台節目中展開罵戰，當中白韻琴在直播中爆出「黐孖筋」粗俗語，令人為之側目，而八舅父洪家泉節目中接受訪問時，爆鄧家爭產風波內幕，逐一數臭十一姨、九舅父及鄧家四名子女，包括踢爆鄧兆尊當年在加拿大闖禍，要祥嫂補鑊求情。因此被鄧小艾和十一姨洪國華控告誹謗，之後白韻琴與主持謝偉俊被新城電台停職，節目亦被永久停播。

## 演藝作品

### 麗的電視劇
- 1977年《大丈夫》
- 1977年《三少爺的劍》飾 春花
- 1977年《電視人》
- 1977年《大家姐與大狂魔》
- 1978年《鱷魚淚》飾 仙娜
- 1978年《危險人物》
- 1978年《郎心如鐵》
- 1979年《奇女子》
- 1979年《沈勝衣》飾 舒媚
- 1980年《浮生六劫》飾 美姑

### 香港電台單元劇
- 1978年《屋簷下：阿瓊的故事》飾 阿唐的前妻

### 電影
- 1978年《獅子頭玻璃肚》
- 1978年《大林巴》
- 1979年《六三三》
- 1978年《鬼咁過癮》飾 女秘書
- 1979年《發窮惡》
- 1979年《大大小小一家春》飾 三嫂
- 1981年《I.Q. 爆棚》飾 樂姨
- 1982年《陰忌》

### 主持
- 1979年《哈囉夜歸人》（麗的電視，禁播）
- 1979年《貓頭鷹時間》（麗的電視）

## 外部連結
- 洪國華在香港影庫上的簡介